# Brevipalpus daqingis
Brevipalpus daqingis är en spindeldjursart som beskrevs av Ma och Yuan 1982. Brevipalpus daqingis ingår i släktet Brevipalpus och familjen Tenuipalpidae. Inga underarter finns listade.